# Eurecat
Eurecat es un centro tecnológico de Cataluña que fomenta la integración de los equipamientos tecnoloógicos desde 2015. En 2018 daba servicio a 1500 empresas, la mitad de las cuales eran pymes catalanas y tenía una plantilla de 650 empleados en 11 centros de trabajo.  Desde 2023 su presidente es Daniel Altimiras. 

## Historia
El centro nació en 2015 con la voluntad de integrar los seis centros tecnológicos avanzados de Cataluña, ASCAMM, Barcelona Digital, CETEMMSA, Barcelona Media, CTM Centro Tecnológico de Manresa  y Leitat.  Algunas integraciones no se hicieron efectivas hasta 2019.  En su presentación se aprobó un organigrama del centro con Xavier Torra como vicepresidente ejecutivo y director ejecutivo. También se dijo que 14 empresas catalanas formarían parte del patronato. Se preveía tener el centro constituido en 2016, "situándose como la referencia en innovación industrial en Cataluña y potenciando el modelo de transferencia tecnológica en nuestro país". La nueva entidad aseguró que preservaría la actividad en cada uno de los centros donde están ubicados y aseguraba la continuidad de los puestos de trabajo que existían en ese momento. La Generalitat dotó a este proceso con 45 millones de euros hasta el 2016 a través de los planes de apoyo plurianuales de desarrollo.  En septiembre de 2017 se trasladó las oficinas al 22@ de Barcelona. 
La entidad ingresó 33 millones en el 2015, 43 en el 2017 y 51 en el 2018, un dinero que reinvierte en su actividad comercial es y cargos. En 2018 estaba en proceso una integración con el Leitat de Terrassa, que finalmente no se materializó, y ultimaba la integración jurídica con el CTM de Manresa. En ese momento tenía unas ochenta patentes, siete spin-offs y 65 iniciativas del programa europeo Horizon 2020 . Aspira a facturar 175 millones de euros en el 2025 y superar a los 1.700 trabajadores entre todos sus centros.   
Los centros Leitat y Eurecat firmaron un acuerdo de colaboración para aunar esfuerzos para impulsar la transferéncia a tecnológica a las empresas.

### Políticas de Igualdad
El centro adoptó un reglamento de igualdad en 2020 que se fue extendiendo por todas las sedes: Mataró, Barcelona, Manresa y Lleida.

### Centros en el Exterior
El centro mantiene estrechas relaciones con el centro tecnológico de Málaga desde 2024.